# Walter Gropius
Walter Adolph Gropius (Berlín, 18 de maig del 1883 - Boston, Massachusetts, 5 de juliol del 1969), fou un arquitecte, urbanista i dissenyador alemany. i que, juntament amb Alvar Aalto, Ludwig Mies van der Rohe, Le Corbusier i Frank Lloyd Wright, és àmpliament considerat com un dels mestres pioners de l'arquitectura moderna. Va ser fundador de la Bauhaus a Weimar (1919). Gropius també va ser un dels principals arquitectes de l'Estil Internacional.

## Biografia

### Primers anys i família
Nascut a Berlín, Walter Gropius va ser el tercer fill de Walter Adolph Gropius i Manon Auguste Pauline Scharnweber (1855–1933), filla del polític prussià Georg Scharnweber (1816–1894). El besoncle de Walter, Martin Gropius (1824–1880) va ser l'arquitecte del Kunstgewerbemuseum de Berlín i un seguidor de Karl Friedrich Schinkel, amb qui el besavi de Walter, Carl Gropius, que va lluitar sota el comandament del mariscal de camp Gebhard Leberecht von Blücher a la batalla de Waterloo., havia compartit pis com a solter.

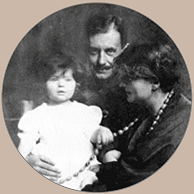
Gropius el 1918, amb la seva dona Alma Mahler i la seva filla, Manon.

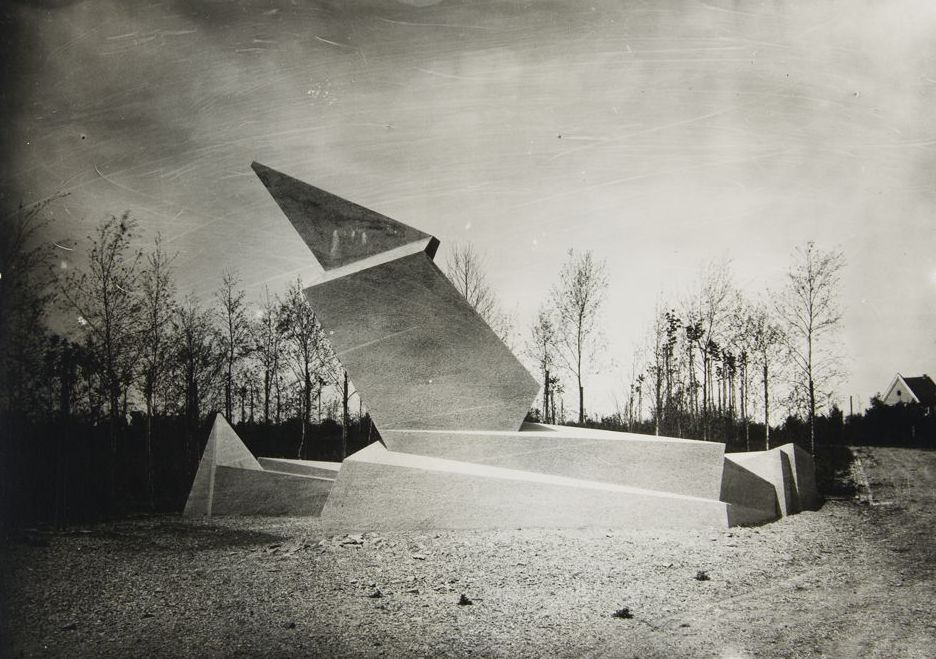
El Monument de Gropius als morts de la marxa (1921) va ser dedicat a la memòria de nou treballadors que van morir a Weimar resistint el Kapp Putsch.

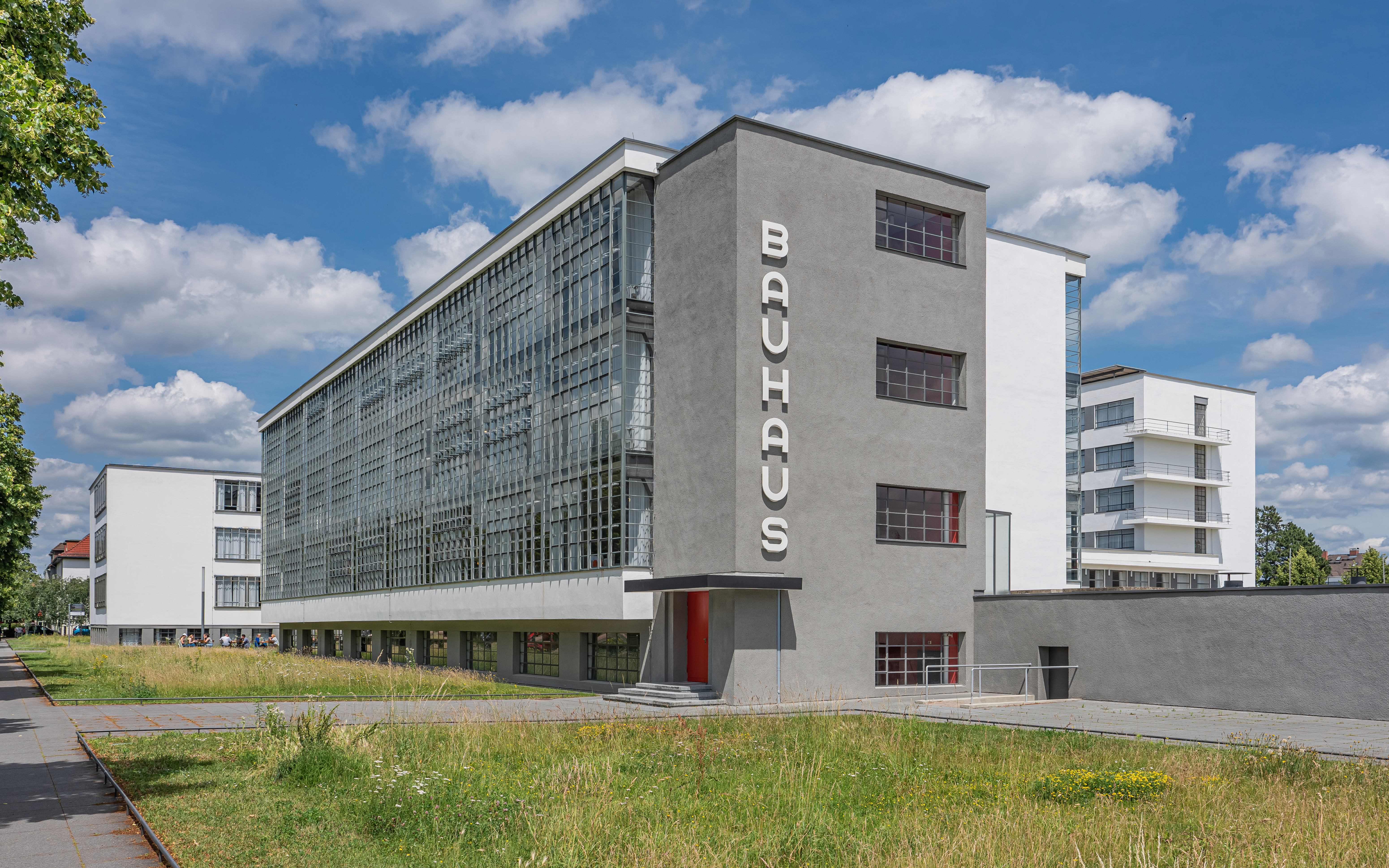
Edifici de la Bauhaus, Dessau

Estudià arquitectura a Múnic i a Berlín. Després dels seus estudis va treballar durant tres anys al despatx de Peter Behrens i a més tard es va independitzar. Entre 1910 i 1915 es va dedicar principalment a la reforma i ampliació de la fàbrica de Fagus a Alfeld. Amb les seves fines estructures metàl·liques, les grans superfícies envidrades, les seves cobertes planes, i les formes octogonals, aquesta obra es convertí en pionera de l'arquitectura moderna.

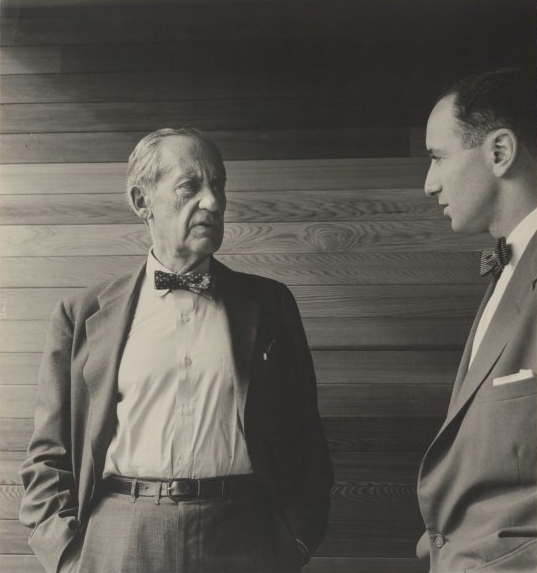
Gropius amb Harry Seidler a Sydney, Austràlia, el 1954

El 1915, Gropius es va casar amb Alma Mahler (1879–1964), vídua de Gustav Mahler. La filla de Walter i Alma, anomenada Manon en honor a la mare de Walter, va néixer el 1916. Quan Manon va morir de poliomielitis als 18 anys, el 1935, el compositor Alban Berg va escriure el seu Concert per a violí en memòria d'ella (està inscrit "a la memòria d'un àngel"). Gropius i Mahler es van divorciar el 1920. (En aquell moment havia establert una relació amb Franz Werfel, amb qui es va casar més tard.)
Gropius es va casar amb Ilse Frank, coneguda com Ise, el 16 d'octubre de 1923; van romandre junts fins a la seva mort el 1969. La parella va adoptar Beate Frank coneguda com Ati, la filla òrfena de la germana d'Ise, Hertha. Ise Gropius va morir el 9 de juny de 1983 a Lexington, Massachusetts.
La germana de Walter, Manon Burchard (1880–1975) és la besàvia de les actrius de cinema i teatre alemanyes Marie Burchard i Bettina Burchard i del comissari i historiador de l'art Wolf Burchard.

### Carrera

#### Inicis de la carrera (1908-1914)
El 1908, després d'estudiar arquitectura a Múnic i Berlín durant quatre semestres, Gropius es va incorporar al despatx del reconegut arquitecte i dissenyador industrial Peter Behrens, un dels primers membres de l'escola utilitarista. Entre els seus companys d'empleat en aquest moment hi havia Ludwig Mies van der Rohe, Le Corbusier i Dietrich Marcks.
El 1910, Gropius va deixar l'empresa Behrens i juntament amb el seu company d'empleat Adolf Meyer va establir una pràctica a Berlín. Junts comparteixen el crèdit d'un dels edificis modernistes pioners creats durant aquest període: el Faguswerk d’Alfeld-an-der-Leine, Alemanya, una fàbrica d'últimes sabates. Tot i que Gropius i Meyer només van dissenyar la façana, els murs cortina de vidre d'aquest edifici van demostrar tant el principi modernista que la forma reflecteix la funció com la preocupació de Gropius per proporcionar condicions saludables per a la classe treballadora.
La fàbrica es considera ara com un dels monuments fundadors crucials del modernisme europeu. Gropius va rebre l'encàrrec l'any 1913 de dissenyar un cotxe per a les obres de locomotores del ferrocarril prussià a Königsberg. Aquesta locomotora era única i la primera d'aquest tipus a Alemanya i potser a Europa.
Altres obres d'aquest primer període són l'edifici d'oficines i fàbrica per a l’exposició Werkbund (1914) a Colònia.
El 1913, Gropius va publicar un article sobre El desenvolupament dels edificis industrials, que incloïa una dotzena de fotografies de fàbriques i elevadores de gra a Amèrica del Nord. Un text molt influent, aquest article va tenir una forta influència en altres modernistes europeus, inclosos Le Corbusier i Erich Mendelsohn, tots dos van reimprimir les imatges dels elevadors de gra de Gropius entre 1920 i 1930.
La carrera de Gropius es va veure interrompuda per l'esclat de la Primera Guerra Mundial el 1914. Va ser reclutat l'agost de 1914 i va servir com a sergent major al front occidental durant els anys de guerra (ferit i gairebé mort) i després com a tinent al cos de senyals. Gropius va rebre dues vegades la Creu de Ferro («quan encara significava alguna cosa», va confiar al seu amic Chester Nagel) després de lluitar durant quatre anys. Gropius llavors, com el seu pare i el seu besoncle Martin Gropius abans que ell, es va convertir en arquitecte.

#### Període Bauhaus (1919-1932)
La carrera de Gropius va avançar en la postguerra. Henry van de Velde, el mestre de l'Escola Gran Ducal Saxona d'Arts i Oficis de Weimar va ser demanat el 1915 a causa de la seva nacionalitat belga. La seva recomanació perquè Gropius el succeís el va portar finalment al nomenament de Gropius com a mestre de l'escola el 1919. Va ser aquesta acadèmia la que Gropius va transformar en la mundialment famosa Bauhaus (també coneguda com a Gropius School of Arts), atraient una facultat que incloïa Paul Klee, Johannes Itten, Josef Albers, Herbert Bayer, László Moholy-Nagy, Otto Bartning i Vassili Kandinski.
En principi, la Bauhaus va representar una oportunitat per estendre la bellesa i la qualitat a totes les llars mitjançant objectes ben dissenyats produïts industrialment. El programa Bauhaus era experimental i l'èmfasi era teòric. Un exemple de producte de la Bauhaus va ser la butaca F 51, dissenyada per a la sala de directors de la Bauhaus l'any 1920, avui en dia una reedició al mercat, fabricada per l'empresa alemanya TECTA/Lauenfoerde.
Ocupà el càrrec de l'escola, primer a Weimar i més tard a Dessau, on va ser traslladada, des de 1919 fins al 1928. Un dels principis de l'escola fou el del lema la forma segueix la funció, que caracteritzà la seva filosofia, cercant la unió entre l'ús i l'estètica. S'ha considerat que la Bauhaus posà les bases del que avui es coneix com a disseny industrial i disseny gràfic.
El 1919, Gropius va participar en la correspondència expressionista utòpica de la Cadena de Vidre sota el pseudònim de Missa. Generalment més destacat pel seu enfocament funcionalista, el Monument als morts de març, dissenyat el 1919 i executat el 1920, indica que l'expressionisme va influir en ell en aquella època.
El 1923, Gropius va dissenyar les seves famoses manetes de les portes, ara considerades una icona del disseny del segle XX i sovint catalogada com un dels dissenys més influents de la Bauhaus. Gropius va dissenyar el nou edifici de l'escola Bauhaus Dessau el 1925–26 per encàrrec de la ciutat de Dessau. Va col·laborar amb Carl Fieger, Ernst Neufert i d'altres dins la seva pràctica privada d'arquitectura. També va dissenyar projectes d'habitatges a gran escala a Berlín, Karlsruhe i Dessau entre 1926 i 1932 que van ser importants contribucions al moviment de la Nova Objectivitat, inclosa una contribució al projecte de Siemensstadt a Berlín.
A partir de 1926 Gropius es dedicà intensament als grans blocs d'habitatges, en els quals veia la solució als problemes urbanístics i socials. També fou partidari de la racionalització de la indústria de la construcció, per tal que permetés construir de forma més ràpida i econòmica. Va dissenyar nombrosos complexos d'habitatges en els quals aplicà les seves idees.
Gropius va deixar la Bauhaus el 1928 i es va traslladar a Berlín. Hannes Meyer va assumir el paper de director de la Bauhaus. La seva obra també va formar part de l'esdeveniment d'arquitectura al concurs d'art dels Jocs Olímpics d'estiu de 1932.

#### Anglaterra (1934-1937)
L'ascens de Hitler a la Dècada del 1930 aviat expulsaria Gropius d'Alemanya. Abans, però, va acceptar una invitació a principis de 1933 per competir pel disseny del nou edifici del Reichsbank i va presentar un pla detallat. També va dissenyar mobles, cotxes, urbanitzacions de gran alçada Siedlung i un palau dels soviètics no realitzat a Moscou.
L'any 1934 Gropius va abandonar Alemanya després de patir agressions tant a la seva feina com a l'escola Bauhaus per part dels Nazis, que l'acusaven de procomunista. Ho va fer amb l'ajuda de Maxwell Fry amb el pretext de fer una visita temporal a Itàlia per a un festival de propaganda cinematogràfica; després va fugir a Gran Bretanya per evitar les potències feixistes d'Europa. Va viure i va treballar a la comunitat d'artistes associada a Herbert Read a Hampstead, Londres, com a part del grup Isokon. Visqué i treballà tres anys a Anglaterra i després es traslladà als Estats Units, on fou professor d'arquitectura a l'escola de disseny de Harvard. L'any 1946 fundà un grup de joves arquitectes anomenat The Architects Collaborative, Inc., més conegut com a TAC. Durant anys s'ocupà personalment de dirigir i formar el grup.
Els edificis de Gropius reflecteixen el més pur estil de la Bauhaus, ja que estan construïts amb materials nous, que els confereixen un aspecte modern, desconegut en aquella època. Les seves façanes són llises i de línies clares, i manquen d'elements ornamentals innecessaris. Amb això, Gropius ha estat un dels creadors de l'anomenat estil internacional en l'arquitectura.

#### Estats Units (des de 1937)
Gropius va arribar als Estats Units el febrer de 1937, mentre que la seva filla de dotze anys, Ati, acabava el curs escolar a Anglaterra. La casa que els Gropius es van construir el 1938 a Lincoln, Massachusetts (ara coneguda com a Gropius House) va influir a l'hora de portar el modernisme internacional als EUA, però a Gropius no li va agradar el terme: "Vaig fer un punt per absorbir aquestes característiques en la meva pròpia concepció. de la tradició arquitectònica de Nova Anglaterra que vaig trobar encara viva i adequada". En dissenyar la seva casa, Gropius va utilitzar l'enfocament desenvolupat a la Bauhaus. Els Gropius creien que la seva casa podia encarnar qualitats arquitectòniques semblants a les que es practiquen avui, com ara la senzillesa, l'economia i la bellesa estètica.
Helen Storrow, dona d'un banquer i filantrop, es va convertir en la benefactora de Gropius quan va invertir una part de la seva terra i riquesa per a la casa de l'arquitecte. Va quedar tan satisfeta amb el resultat que va donar més terreny i suport econòmic a quatre professors més, dos dels quals Gropius va dissenyar cases. Tenint en compte la filosofia de la Bauhaus, tots els aspectes de les cases i els paisatges que l'envolten es van planificar per a la màxima eficiència i simplicitat. La casa de Gropius va rebre una gran resposta i va ser declarada Monument Nacional l'any 2000.
Gropius i el seu protegit de la Bauhaus Marcel Breuer es van traslladar a Cambridge, Massachusetts, per ensenyar a la Harvard Graduate School of Design (1937–1952) i col·laborar en projectes com The Alan IW Frank House a Pittsburgh i la ciutat de l'empresa Aluminum City. Projecte Terrace a New Kensington, Pennsilvània, abans de la seva separació professional. El 1938 va ser nomenat president del Departament d'Arquitectura, càrrec que va ocupar fins a la seva jubilació el 1952. Gropius també va formar part del comitè de visita de l'Institut Tecnològic de Massachusetts (MIT) al final de la seva carrera. El conegut arquitecte va dissenyar les residències Richards and Child del campus de Harvard que es van construir als anys 50. El 1944, es va convertir en ciutadà naturalitzat dels Estats Units.
Gropius va ser un dels uns quants arquitectes alemanys refugiats que va proporcionar informació per confirmar la construcció típica de cases alemanyes al departament d'investigació RE8 creat pel Ministeri de l'Aire britànic. Això va ser utilitzat per millorar l'eficàcia dels atacs aeris a les ciutats alemanyes pel Comandament de Bombers de la Royal Air Force durant la Segona Guerra Mundial. La investigació va ser descobrir la manera més eficient de calar foc a les cases amb bombes incendiàries durant els bombardejos. Les troballes es van utilitzar per planificar incursions com el bombardeig d’Hamburg el juliol de 1943.

#### The Architects Collaborative
El 1945, els joves membres fundadors de The Architects Collaborative (TAC) van demanar a Gropius que s'unís com a soci sènior. El TAC va representar una manifestació de la seva creença de tota la vida en la importància del treball en equip, que ja havia introduït amb èxit a la Bauhaus. Amb seu a Cambridge, els socis originals del TAC incloïen Norman C. Fletcher, Jean B. Fletcher, John C. Harkness, Sarah P. Harkness, Robert S. MacMillan, Louis A. MacMillen i Benjamin C. Thompson. Entre les primeres obres de TAC hi havia dues urbanitzacions residencials a Lexington, Massachusetts: Six Moon Hill i Five Fields. Cadascun va incorporar idees de disseny contemporani, un cost raonable i un pensament pràctic sobre com donar suport a la vida comunitària. Un altre treball inicial del TAC és el Graduate Center de la Universitat Harvard a Cambridge (1949/50). TAC es convertiria en un dels despatxos d'arquitectura més coneguts i respectats del món abans de tancar les portes enmig de problemes financers el 1995.
El 1967, Gropius va ser elegit a l'Acadèmia Nacional de Disseny com a membre associat i es va convertir en un acadèmic de ple dret el 1968.

### Mort
Gropius va morir el 5 de juliol de 1969 a Boston, Massachusetts, als 86 anys. Li havien diagnosticat una inflamació de les glàndules i va ser ingressat a l'hospital el 7 de juny. Després d'una operació realitzada amb èxit el 15 de juny, hi havia esperança d'una recuperació total. Gropius es va descriure com un "ocell vell dur" i va continuar avançant durant aproximadament una setmana. Tanmateix, els seus pulmons es van congestionar i no van poder subministrar les quantitats adequades d'oxigen a la sang i al cervell. Va perdre el coneixement, i va morir mentre dormia.
Gropius va morir a Boston als 86 anys.

## Obres importants

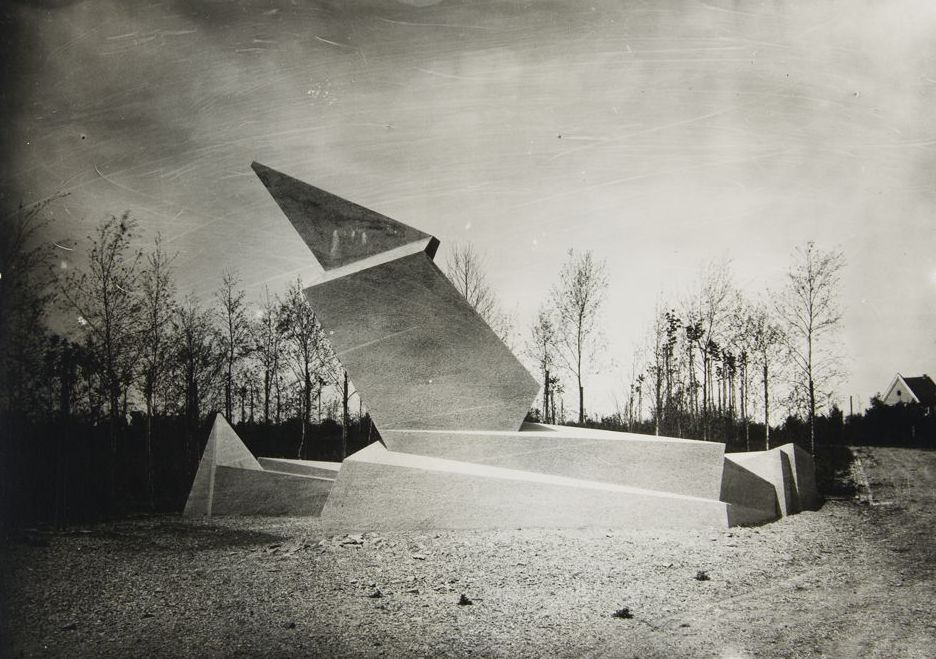
Monument als Morts de Març (1920) a Weimar, Alemanya

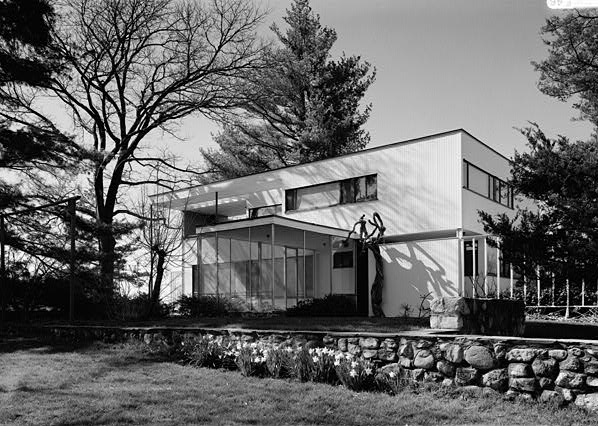
Casa Gropius (1938) a Lincoln, Massachusetts

- 1910–1911 Fàbrica Fagus, Alfeld an der Leine, Alemanya.
- 1914 Edificis d'oficines i fàbriques a l'Exhibició del Werkbund, 1914, Colònia, Alemanya.
- 1921 Casa Sommerfeld, Berlín, Alemanya. Dissenyada per a Adolf Sommerfeld.
- 1920-1922 Monument en memòria de les víctimes del colp d'Estat de Kapp, cementeri municipal, Weimar, Alemanya.
- 1922 competició per a l'edifici Chicago Tribune Tower a la ciutat de Chicago.
- 1924 Casa Auerbach, Jena, Alemanya.
- 1925–1932 Edifici de la Bauhaus, Dessau, Alemanya.
- 1925-1926 Cases per als mestres de la Bauhaus, Dessau, Alemanya.[29]
- 1926-1928 Colònia Törten, Dessau, Alemanya.
- 1927-1929 Oficina de Treball, Dessau, Alemanya.
- 1928-1929 Colònia Dammerstock, Karlsruhe, Alemanya.
- 1929-1930 Colònia Siemesstadt, Berlín, Alemanya.
- 1936 Village College, Impington, Cambridge, Anglaterra.
- 1937 Casa Gropius, Lincoln, Massachusetts, EUA.
- 1942–1944 Aluminum City Terrace (projecte d'habitatge), New Kensington, Pennsilvània, EUA.
- 1949–1950 Harvard Graduate Center, Cambridge, Massachusetts, EUA.[30]
- 1957–1960 Universitat de Bagdad, Bagdad, Iraq.
- 1963–1966 John F. Kennedy Federal Office Building, Boston, Massachusetts, EUA.
- 1948 Peter Thacher Junior High School.
- 1958-1963 Edifici de la Pan Am Airways (actualment conegut com el MetLife Building), New York, amb Pietro Belluschi i els arquitectes Emery Roth & Sons
- 1955-1957 Interbau Bloc d'habitatges, Hansaviertel, Berlín, Alemanya, amb The Architects' Collaborative i Wils Ebert
- 1961 Wayland High School, Wayland (Massachusetts), EUA.
- 1959-1961 Ambaixada dels Estats Units a Atenes, Atenes, Grècia. Amb The Architects' Collaborative i l'arquitecte ajudant Pericles A. Sakellarios
- 1967-1969 Tower East, Shaker Heights, Ohio, EUA.
- 1967-1970 Fàbrica de vidre Thomas, Amberg, Alemanya.
- 1976-1979 Arxius de la Bauhaus, Berlín, Alemanya.

## Llegat
Avui, Gropius és recordat no només pels seus uns quants edificis, sinó també pel districte de Gropiusstadt de Berlín. A principis de la Dècada del 1990, es va publicar una sèrie de llibres titulada The Walter Gropius Archive que cobreixen tota la seva carrera arquitectònica. El CD audiollibre Bauhaus Reviewed 1919–33 inclou una llarga entrevista en anglès amb Gropius.
A la seva mort, la seva vídua, Ise Gropius, va disposar que la seva col·lecció de papers es dividissin en papers primerencs i posteriors. Les dues parts van ser fotografiades amb fons aportats per la Fundació Thyssen. Els últims articles, relacionats amb la carrera de Gropius després de 1937, i les fotos dels primers, van anar després a la Biblioteca Houghton de la Universitat Harvard; els primers papers i les fotos dels últims diaris van anar a l'Arxiu Bauhaus, aleshores a Darmstadt, des que es va restablir a Berlín. La senyora Gropius també va cedir la casa Gropius a Lincoln a Historic New England el 1980, ara una casa museu. La Casa Gropius es va afegir al Registre Nacional de Llocs Històrics el 1988 i ara està disponible per al públic per fer visites.
El Bauhaus Center Tel Aviv a la Ciutat Blanca reconeix la major concentració d'edificis Bauhaus del món.
El 1959, va rebre la Medalla d'Or de l'AIA. El 17 de maig de 2008, Google Doodle va commemorar el 125è aniversari de Walter Gropius.

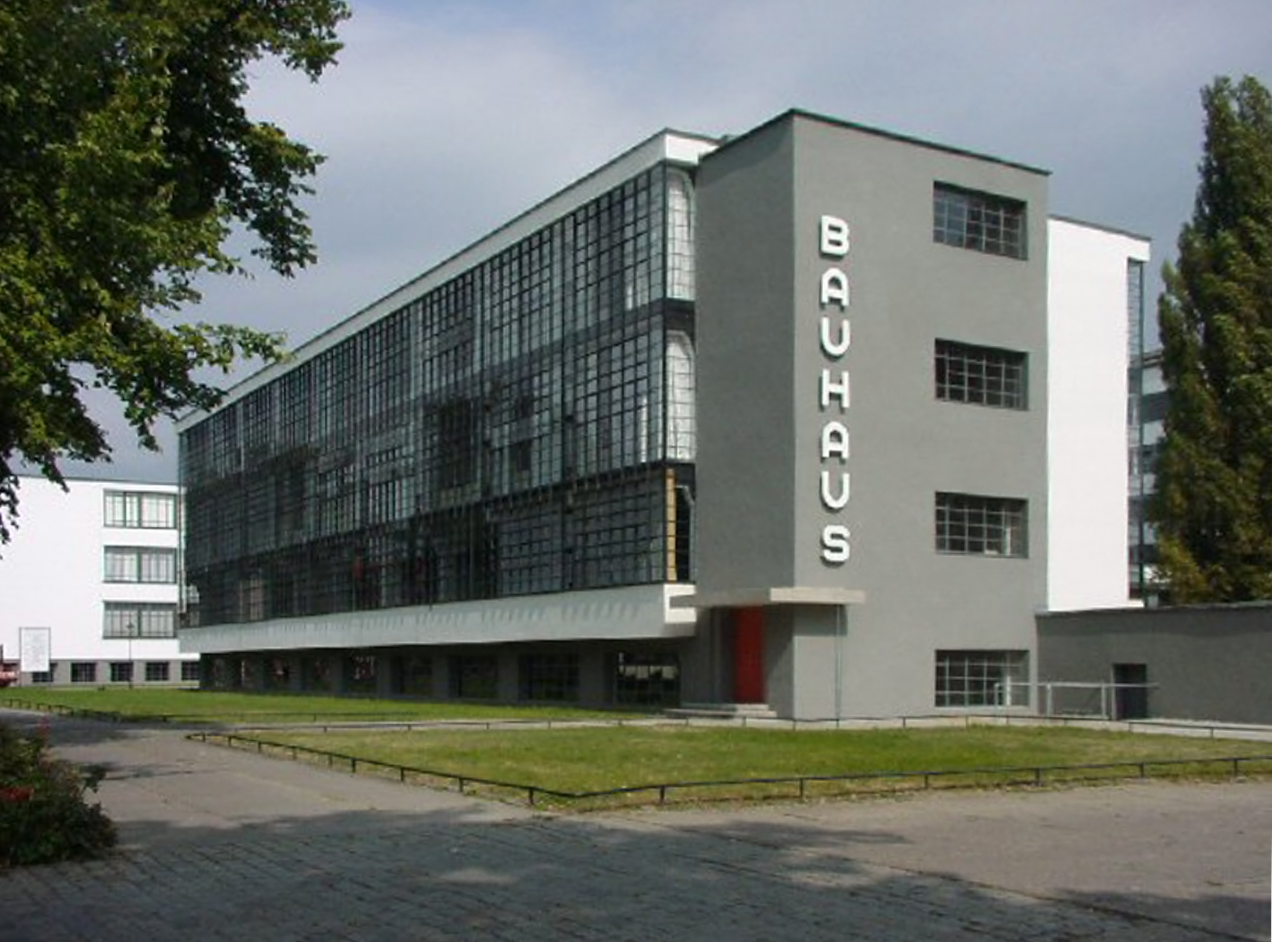
Edifici Bauhaus Dessau, construït entre 1925 i 1926
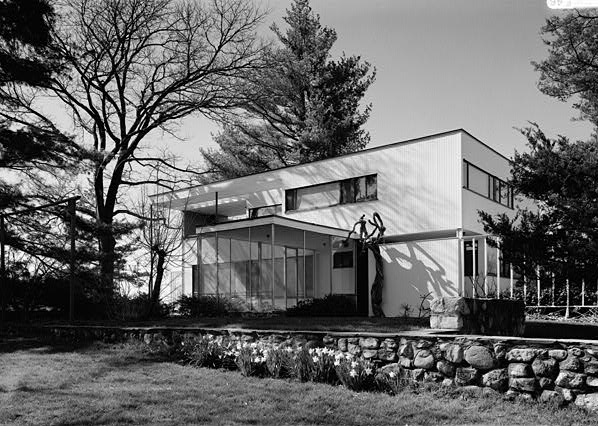
Gropius House (1938) a Lincoln, Massachusetts
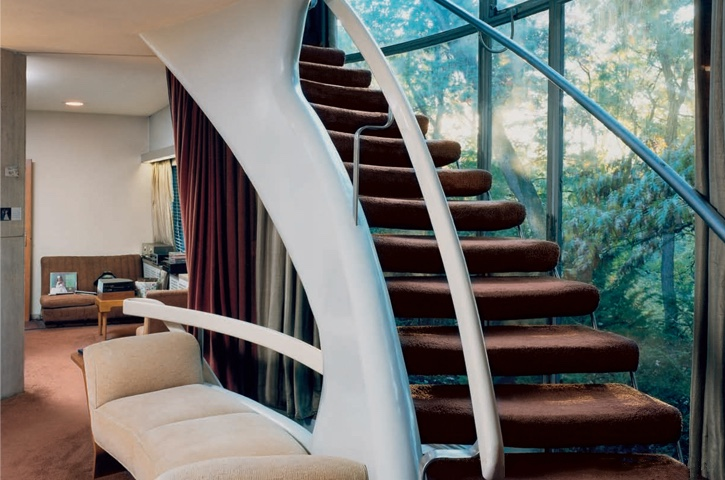
La casa Alan IW Frank
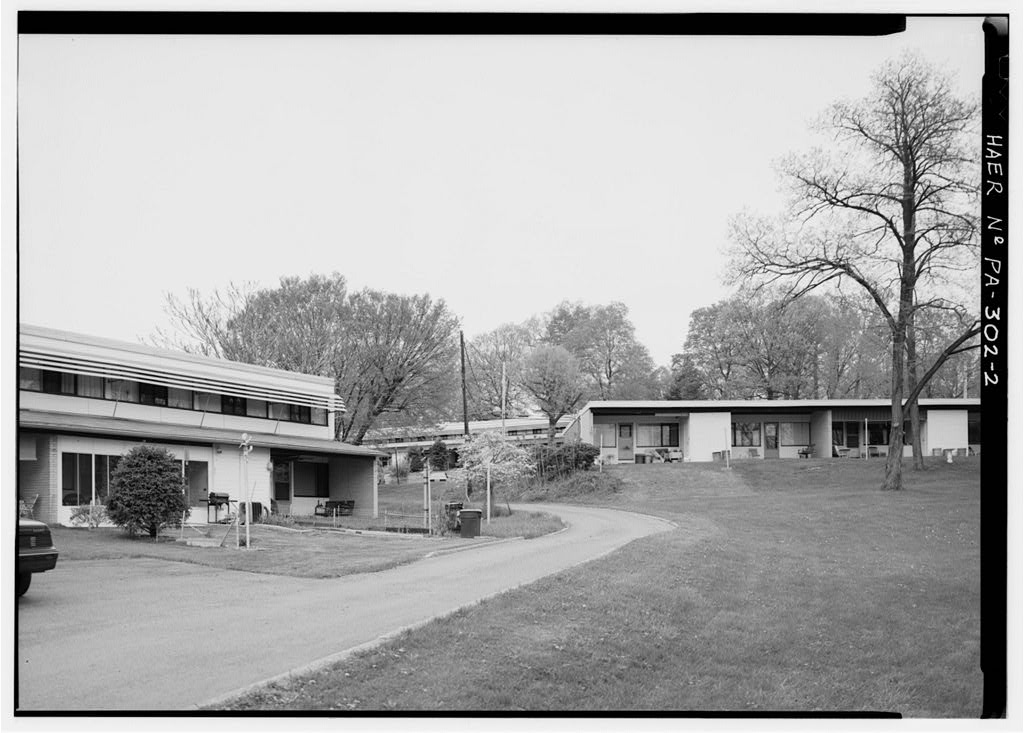
Terrassa de la ciutat d'alumini (1944)